# Vesna Parun

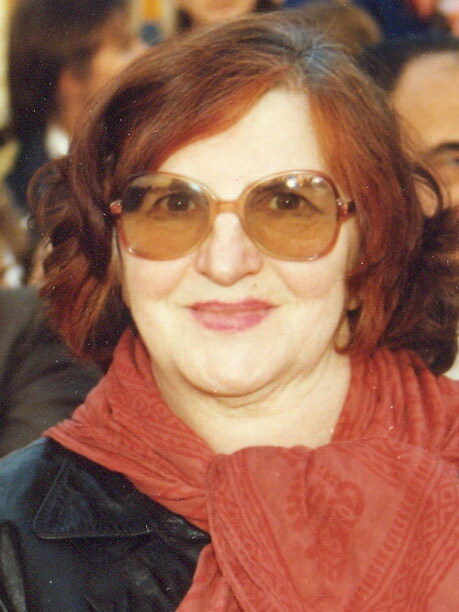
Vesna Parun

Vesna Parun (* 10. April 1922 in Zlarin; † 25. Oktober 2010 in Stubičke Toplice) war eine der angesehensten kroatischen Schriftstellerinnen. Bekannt wurde sie durch ihre Gedichte.

## Leben
Vesna Parun und ihre Familie lebten unter schwierigen Lebensbedingungen. Ihr Vater Ante wechselte oft seine Arbeitsstellen und war eine Zeit lang arbeitslos, deswegen verbrachte Vesna Parun einen Teil ihrer Kindheit und Jugend bei ihrer Tante in Split und in Šibenik. Sie absolvierte die Grundschule auf der Insel Vis und besuchte danach das Gymnasium in Šibenik und Split, wo sie 1940 ihr Abitur machte. Sie war eine ausgezeichnete Schülerin und verdiente schon im Alter von 14 Jahren mit Nachhilfeunterricht ihr eigenes Geld. Nach dem Abitur begann sie an der Philosophischen Fakultät in Zagreb das Studium der Romanistik. Das erst angefangene Studium musste sie wegen des Krieges abbrechen.
Nach dem Kriegsende begann sie wieder zu studieren, widmete sich nun aber der Philosophie. 1947 erkrankte Vesna Parun an Typhus. Zu dieser Zeit durchlebte sie auch Krisen, verursacht durch eine unglückliche Liebe. Wegen dieser schweren Schicksalsschläge brach sie ihr Studium erneut ab.
Ab dem Jahr 1962 bis 1967 lebte Vesna Parun in Bulgarien, wo sie heiratete und sich auch gleich wieder scheiden ließ. Das Resultat ihres Aufenthalts in Bulgarien sind ihre zahlreichen Übersetzungen bulgarischer Poesie. Nach ihrer Rückkehr lebte sie in Zagreb, wo sie als freie Schriftstellerin arbeitete. Aus gesundheitlichen Gründen verließ sie einige Jahre später Zagreb und begab sich in das Thermalbad von Donja Stubica. Dort schrieb sie einige ihrer Werke.
Vesna Parun widmete sich vollkommen der Literatur und war so die erste Schriftstellerin in der kroatischen Literatur, die ausschließlich von Literatur und für die Literatur lebte. Sie gehörte zu den bekanntesten zeitgenössischen Dichtern in Kroatien.

## Werke
Vesna Parun fing schon im frühen Alter mit dem Schreiben an. Ihr erstes Gedicht Pramaljeće wurde 1932 in der Zeitschrift Anđeo Čuvar (Der Schutzengel) veröffentlicht. Es folgte das Gedicht Zov (Der Ruf), das 1938 in der Zeitschrift Sjeme (Das Saatkorn) veröffentlicht wurde. Außer Gedichten schrieb sie auch Dramen. Das Kindergedicht spielte eine wichtige Rolle in ihrer Lyrik.
Es wurden über 60 Bücher der Poesie und Prosa herausgebracht und vier ihrer Dramen wurden inszeniert.
Poesie
- Zore i vihori, 1947
- Pjesme, 1948
- Crna maslina, 1955
- Vidrama vjerna, 1957
- Ropstvo, 1957
- Pusti da otpočinem, 1958
- Ti i nikad, 1959
- Koralj vraćen moru, 1959
- Konjanik, 1961
- Jao jutro, 1963
- Bila sam dječak, 1963
- Vjetar Trakije, 1964
- Pjesme, 1964
- Gong, 1966
- Otvorena vrata, 1968
- Ukleti dažd, 1969
- Tragom Magde Isanos, 1971
- Sto soneta, 1972
- I prolazim životom, 1972
- Stid me je umrijeti, 1974
- Olovni golub, 1975
- Apokaliptičke basne, 1976
- Ljubav bijela kost, 1978
- Čitač snova, 1978
- Izabrane pjesme, 1979
- Mapa Magdica, 1979
- Šum krila, šum vode, 1981
- Salto mortale, 1981
- Izabrana djela, 1982
- Grad na Durmitoru, 1988
- Kasfalpirova zemlja, 1989
- Indigo grad, 1990
- Sonetni vijenci, 1991
- Tronožac koji hoda, 1993
- Začarana čarobnica, 1993
- Izbor iz djela, 1995
- Ptica vremena, 1996
- Smijeh od smrti jači, 1997
- Pelin basne, 1998
- Spužvica i spužva, 1999
- Političko Valentinovo, 2000
- Grijeh smrti, 2000

Prosa
- Pod muškim kišobranom, 1987
- Krv svjedoka, 1988
- Hrvatska kraljica, 1999
- Noć za pakost - moj život u 40 vreća, 2001

Kindergedichte
- Patka Zlatka, 1957
- Tuga i radost šume, 1958
- Zec mudrijan, 1958
- Kornjačin oklop, 1958
- Mačak Džingiskan i Miki Trasi, 1968
- Mačak na mjesecu, 1969
- Miki Trasi i baka Pim Bako, 1968
- Miki slavni kapetan, 1970
- Karneval u Kukljici, 1974
- Poznanstvo s danima malog Maksima, 1974
- Igre pred oluju, 1979
- Dvanaest slikovnica o psima, 1983
- Hoću ljutić, neću mak, 1983
- Roda u školi, 1988
- Pokraj Kupe kad se vrapci skupe, 1989
- Moj prijatelj šišmiš, 1990
- Uspavanka za poljubac, 1995
- Kroz prozorčić zime, 1995
- Pčela, duga i mlin, 1997
- Tri morske pustolovke, 2000
- Morska kočijica, 2001

Inszenierungen der Dramen
- Marija i mornar
- Apsirt
- Magareći otok, oliti homo homini asinus
- Škola za skitnice

## Auszeichnungen
Für ihr Schaffen bekam Vesna Parun zahlreiche und bedeutungsvolle Auszeichnungen. Für ihren Gedichtband Pjesme (Lieder) (1948) erhielt sie die Auszeichnung Matica Hrvatska, für die Sammlung Crna maslina (Schwarze Olive) (1955) die Auszeichnung der Stadt Zagreb, für ihren Versroman Mačak Džingiskan i Miki Trasi (Der Kater Đžingiskan und Miki Trasi) (1968) wurde ihr die Auszeichnung Grigor Vitez zuerkannt. Die Auszeichnung Matica Srpska 1972 in Novi Sad bekam sie als erfolgreichste Kinderdichterin, und 1970 wurde ihr in Paris ein Diplom für die Poesie verliehen.
Im Jahre 2003 erhielt sie die Auszeichnung Tin Ujević für ihre Sonettsammlung. 1982 wurde sie für ihr Lebenswerk ausgezeichnet.